# Morrison and Clark Houses
Las casas Morrison y Clark (también conocidas como Soldiers', Sailors', Marines' y Airmen's Club) son edificios históricos, ubicados en 1013–1015 L Street, Northwest, Washington D. C., en el vecindario de Mount Vernon Square. Es reconocido como un hotel histórico de América por el National Trust for Historic Preservation.

## Historia
Las casas de estilo italiano se construyeron en 1865. Daniel L. Morrison fue proveedor del gobierno durante la Guerra Civil y Reuben B. Clark fue comisionado de la cárcel.
La Women's Army and Navy League compró la casa de Morrison en 1923 y la operó como un club de alistados.
Las Primeras Damas organizaron tés para recaudar fondos, comenzando con Grace Coolidge e incluyendo a Mamie Eisenhower y Jacqueline Kennedy . Durante la Segunda Guerra Mundial, en 1943, el club sirvió a más de 45.000 visitantes y 85.000 comidas.
El edificio fue renovado en 1987 por William Adair. Funciona como Morrison-Clark Inn. Los edificios se incluyeron en el Registro Nacional de Lugares Históricos en 1991. 